# Музей истории Улан-Батора
Музей истории и реконструкции Улан-Батора (монг. Улаанбаатар хотын Түүх шинэчлэн байгуулалтын музей) — музей, посвящённый истории столицы Монголии, Улан-Батора. Располагается в Улан-Баторе, в районе Баянзурх (5-й хорон). Здание музея является памятником архитектуры Монголии начала XX века.

## История здания
Изначально здание было построено российским купцом, бурятом Цогто Бадмажаповым в 1904 году под личные цели. В июле-августе 1921 года здесь раполагался ЦК МНП, правительство, общевойсковой штаб; работал Д. Сухэ-Батор. В 1930-х годах в здании располагалось посольство ТНР, после чего дом был отдан под музей Сухэ-Батора. Однако в 1953 году, после смерти Чойбалсана и принятия решения об организации совместного музея Сухэ-Батора и Чойбалсана в здании расположилась типография.

## Экспозиция
9 июля 1956 года в здании открылась первая выставка, посвящённая истории Улан-Батора. В 1960 году решением ЦК МНРП выставку сделали постоянной и расположили в этом здании, учредив тем самым музей истории города. В 1970 году здание музея постановлением Совета министров было взято под охрану в качестве памятника архитектуры. В музее представлены экспонаты начиная со времён Дзанабадзара до наших дней. В фонде музея находится 134 документа, 224 серебряных изделия, 30 археологических находок, 16 геологических образов, 132 исторических экспонатов, 335 картин, 77 печатных досок и образов резьбы, 54 чертежей, схем и макетов, 898 фотографий, 36 альбомов, 1883 слайдов, негативов и диафильмов, 27 аудио- и видеозаписей, 62 памятных вещи, 234 книги, — всего свыше 3832 единиц хранения.
В Международный день музеев (18 мая), Международный день детей (1 июня), День города (26 октября), День независимости (26 декабря) плата за вход в музей не взимается.